# گروه هسکوارنا
گروه هسکوارنا (سوئدی: Husqvarna Group) یک شرکت سوئدی و بزرگ‌ترین تولیدکننده انواع محصولات موتوری مانند اره برقی، چمن‌زن‌های رباتیک، چرخ خیاطی، موتورسیکلت، و ابزار موتوردار باغ‌بانی است. مقر اصلی این شرکت در استکهلم سوئد است.
گروه هسکوارنا هم‌چنین تولیدکننده اصلی محصولات آبیاری در اروپا است و از کارخانه‌های اصلی دنیا در تولید تجهیزات برش‌دهنده و ابزار تراش الماس جهت ساخت‌وساز و سنگ‌بری است.
شرکت هسکوارنا حامی مالی یکی از باشگاه‌های هاکی روی یخ سوئد به نام HV71 است و در نقاط دیگر دنیا نیز پروژه‌های اجتماعی محلی را حمایت می‌کند.

## پیشینه
در سال ۱۶۸۰ یک کارخانه تفنگسازی سلطنتی در شهر هسکوارنا تأسیس شد که تا ۱۷۵۷ پابرجا بود اما در آن سال این شرکت به بخش خصوصی فروخته شد. این کارخانه به تحویل تفنگ به ارتش‌های سوئد و نروژ ادامه داد (برای نمونه در سال ۱۸۷۰ در حدود ۱۰ هزار تفنگ در این محل ساخته شد). این کارخانه اما بعدها تولیدات خود را تغییر داده و به ساخت چرخ خیاطی و دوچرخه روی آورد. هسکوارنا در سال ۱۸۷۲ دست به تولید چرخ خیاطی زد و در سال ۱۸۹۶ اولین دوچرخه‌ها را تولید نمود در سال ۱۹۰۳ اولین موتورسیکلت که بیشتر شبیه به یک دوچرخه موتوردار بود را تولید کرد. این شرکت به طور پیوسته در زمینه تولید خودرو گرفته تا وسایل کشاورزی و دوچرخه و موتورسیکلت و بسیاری ابزار دیگر بخت خود را آزمود.

## برندها

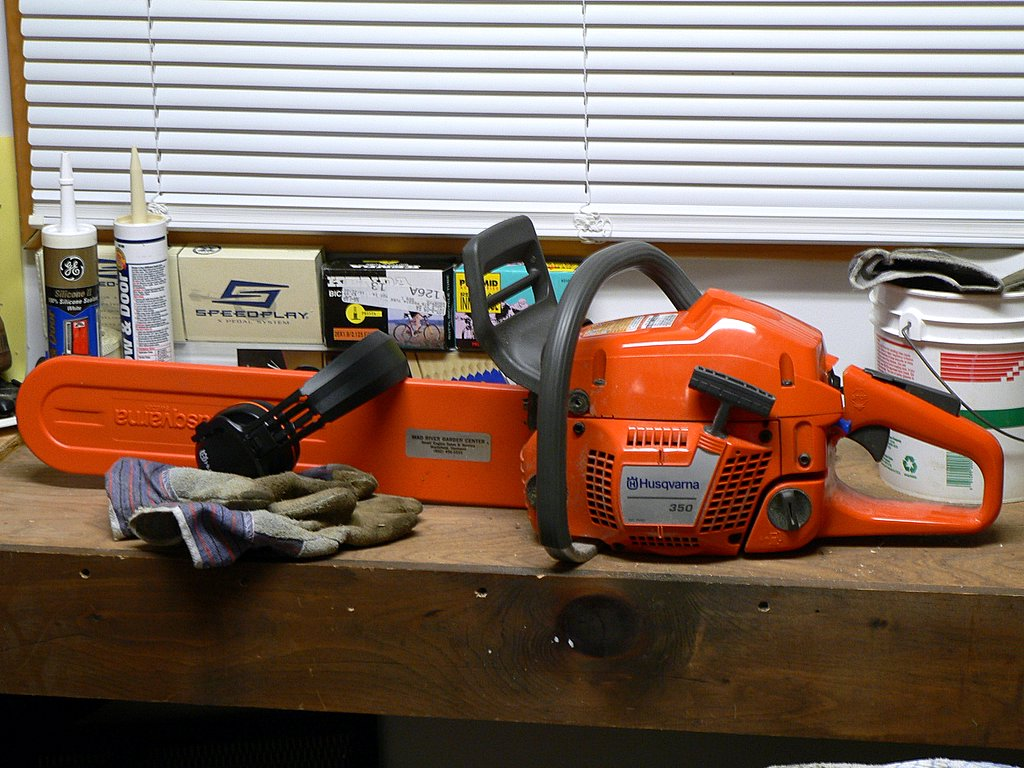
اره برقی هسکورانا ۳۵۰

هسکوارنا صاحب چندین برند است:
- دیامانت بورت Diamant Boart
- فلایمو Flymo
- گاردنا Gardena
- یونسرد Jonsered
- کلیپو Klippo
- مک‌کالک McCulloch
- پولان Poulan
- ویدئیتر WeedEater